# Bogdan Andone
Bogdan Andone (Nagyenyed, 1975. január 7. –) román labdarúgó csatár, jelenleg a ciprusi Apollon Limassol játékosa. Játszott a Corvinul Hunedoaraban, a Sportul Studențescben, az FC Brașovban, a Rapid Bucureștiben, a Farul Constanțában, az Oțelul Galațiban és a Ferencvárosi TC-ben is.
Az 1998-1999-es szezonban két mérkőzésen lépett pályára a Kupagyőztesek Európa-kupájában a Rapid Bukarest színeiben, az 1999-2000-es idényben az UEFA Bajnokok Ligája selejtezőjének 2. fordulójában egy találkozón játszott (szintén a Rapidban).
Következő európai kupamérkőzését a Ferencvárosi TC-vel játszotta, az UEFA-kupa 2002-2003-as kiírásában két mérkőzésen lépett pályára.

## Díjai
A Rapid Bucureștivel:
- Román bajnok: 1999
- Román bajnokság ezüstérmese: 1998, 2000

A Ferencvárossal:
- Magyar bajnokság ezüstérmese: 2003

## Pályafutása statisztikái
| Klub               | Szezon   | Liga I              | Liga I              | —      | —      | Összesen | Összesen |
| Klub               | Szezon   | Mérk                | Gól                 | Mérk   | Gól    | Mérk     | Gól      |
| ------------------ | -------- | ------------------- | ------------------- | ------ | ------ | -------- | -------- |
| Corvinul Hunedoara | 1991–92  | 2                   | 0                   | —      | —      | 2        | 0        |
| Corvinul Hunedoara | Összesen | 2                   | 0                   | —      | —      | 2        | 0        |
| Klub               | Szezon   | Liga I              | Liga I              | —      | —      | Összesen | Összesen |
| Klub               | Szezon   | Mérk                | Gól                 | Mérk   | Gól    | Mérk     | Gól      |
| Sportul Studențesc | 1993–94  | 10                  | 0                   | —      | —      | 10       | 0        |
| Sportul Studențesc | 1994–95  | 10                  | 1                   | —      | —      | 10       | 1        |
| Sportul Studențesc | 1995–96  | 33                  | 3                   | —      | —      | 33       | 3        |
| Sportul Studențesc | 1996–97  | 15                  | 9                   | —      | —      | 15       | 9        |
| Sportul Studențesc | Összesen | 68                  | 13                  | —      | —      | 68       | 13       |
| Klub               | Szezon   | Liga I              | Liga I              | —      | —      | Összesen | Összesen |
| Klub               | Szezon   | Mérk                | Gól                 | Mérk   | Gól    | Mérk     | Gól      |
| FC Brașov          | 1993–94  | 7                   | 0                   | —      | —      | 7        | 0        |
| FC Brașov          | Összesen | 7                   | 0                   | —      | —      | 7        | 0        |
| Klub               | Szezon   | Liga I              | Liga I              | Európa | Európa | Összesen | Összesen |
| Klub               | Szezon   | Mérk                | Gól                 | Mérk   | Gól    | Mérk     | Gól      |
| Rapid București    | 1996–97  | 16                  | 2                   | —      | —      | 16       | 2        |
| Rapid București    | 1997–98  | 10                  | 2                   | —      | —      | 10       | 2        |
| Rapid București    | 1998–99  | 14                  | 0                   | 2      | 0      | 16       | 0        |
| Rapid București    | 1999–00  | 5                   | 0                   | 1      | 0      | 6        | 0        |
| Rapid București    | Összesen | 45                  | 4                   | 3      | 0      | 48       | 4        |
| Klub               | Szezon   | Liga I              | Liga I              | —      | —      | Összesen | Összesen |
| Klub               | Szezon   | Mérk                | Gól                 | Mérk   | Gól    | Mérk     | Gól      |
| Farul Constanța    | 1997–98  | 17                  | 3                   | —      | —      | 17       | 3        |
| Farul Constanța    | Összesen | 17                  | 3                   | —      | —      | 17       | 3        |
| Klub               | Szezon   | Liga I              | Liga I              | —      | —      | Összesen | Összesen |
| Klub               | Szezon   | Mérk                | Gól                 | Mérk   | Gól    | Mérk     | Gól      |
| Oțelul Galați      | 1999–00  | 12                  | 3                   | —      | —      | 12       | 3        |
| Oțelul Galați      | 2000–01  | 21                  | 5                   | —      | —      | 21       | 5        |
| Oțelul Galați      | 2001–02  | 29                  | 6                   | —      | —      | 29       | 6        |
| Oțelul Galați      | Összesen | 62                  | 14                  | —      | —      | 62       | 14       |
| Klub               | Szezon   | NB I                | NB I                | Európa | Európa | Összesen | Összesen |
| Klub               | Szezon   | Mérk                | Gól                 | Mérk   | Gól    | Mérk     | Gól      |
| Ferencvárosi TC    | 2002–03  | 7                   | 0                   | 2      | 0      | 9        | 0        |
| Ferencvárosi TC    | Összesen | 7                   | 0                   | 2      | 0      | 9        | 0        |
| Klub               | Szezon   | Marfin Laiki League | Marfin Laiki League | —      | —      | Összesen | Összesen |
| Klub               | Szezon   | Mérk                | Gól                 | Mérk   | Gól    | Mérk     | Gól      |
| Apollon Limassol   | 2003–04  | —                   | —                   | —      | —      | —        | —        |
| Apollon Limassol   | 2004–05  | —                   | —                   | —      | —      | —        | —        |
| Apollon Limassol   | 2005–06  | —                   | —                   | —      | —      | —        | —        |
| Apollon Limassol   | Összesen | —                   | —                   | —      | —      | —        | —        |
| Összesen           |          | 208                 | 34                  | 5      | 0      | 213      | 34       |

(A statisztikák 2008. március 27-e szerintiek.)